# Dobeška

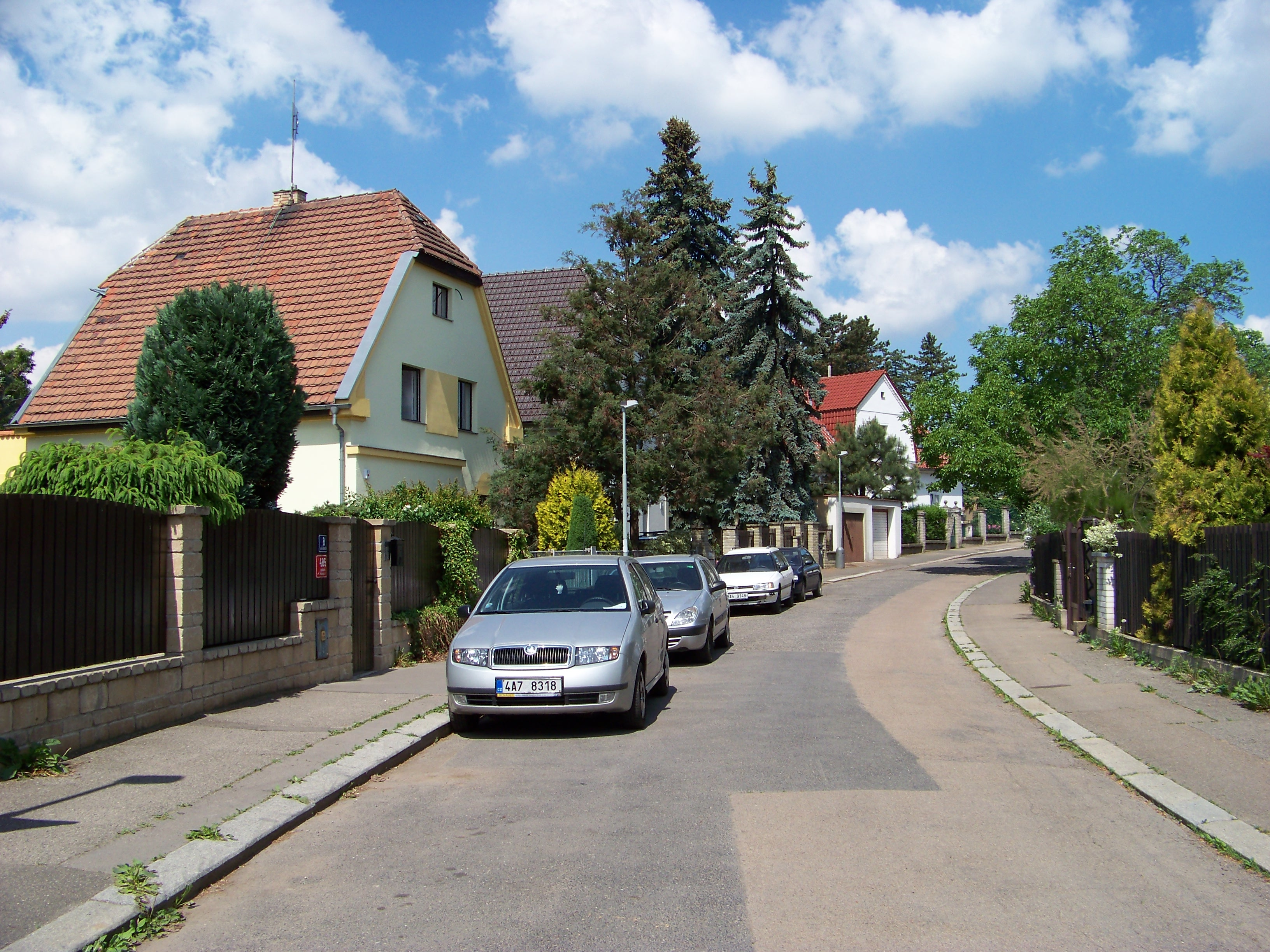
Ulice Na Dobešce

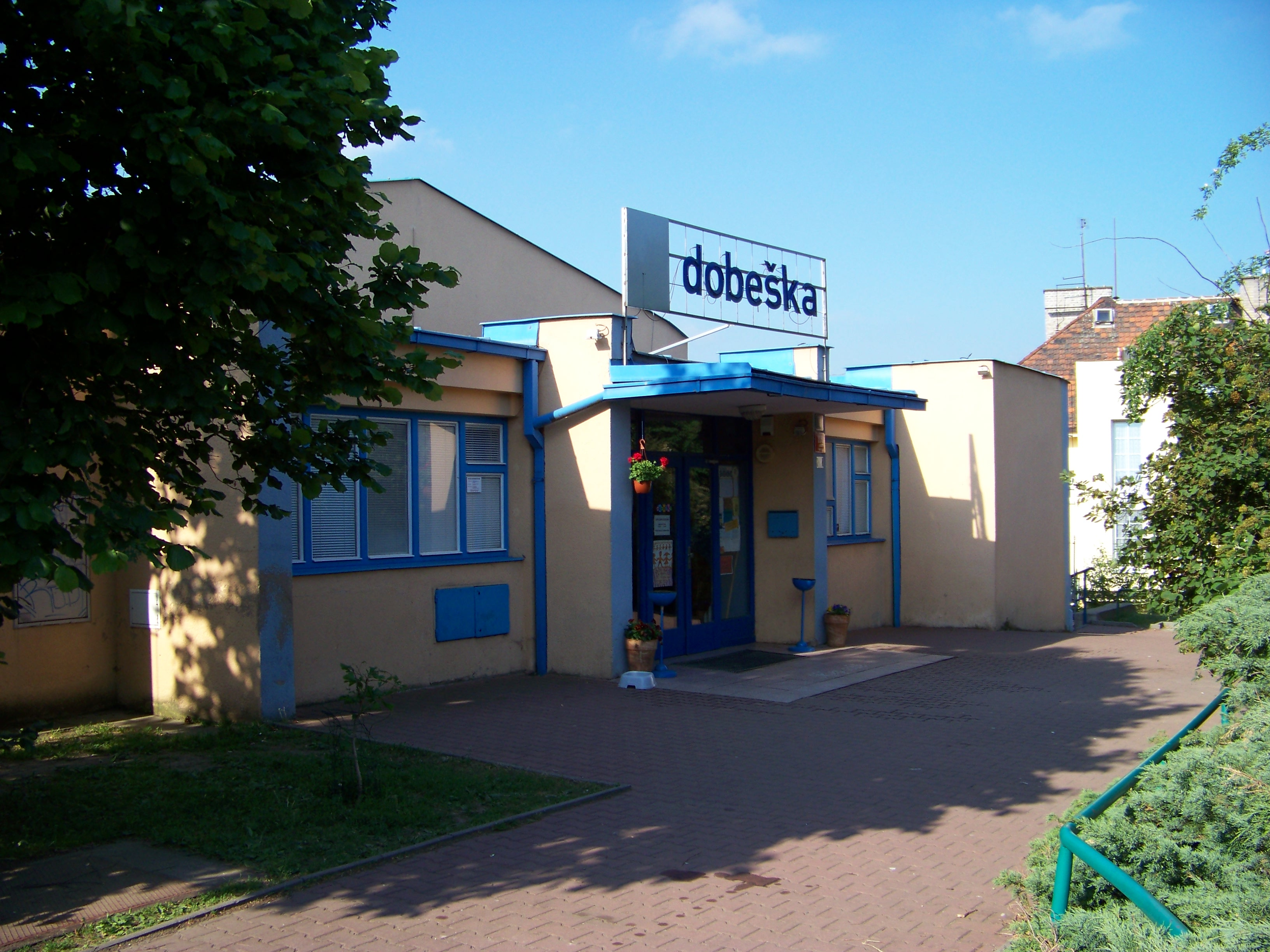
Divadlo Dobeška

Dobeška je vilová osada v pražském Braníku na jihozápadním výběžku Pankrácké planiny směrem od Krče k Braníku a Podolí nad Branickými skalami a Starou cestou na Branickém katastru, založená k tomu ustaveným stavebním spolkem roku 1914 a budovaná zejména stavitelem a mecenášem Václavem Šindelářem až do roku 1938.
Název Dubeška, později upravený na Dobeška, údajně zvolili osadníci podle mohutného dubu, který stával poblíž domu č. p. 263 v dnešní ulici U dubu. Karel Čapek však ve svém článku v roce 1931 uvádí název Na Dobešce mezi příklady názvů podle starých usedlostí.Jméno Dobeš, staré české jméno pro Tobiáše, nosil např. Dobeš z Bechyně, dle Zbraslavské kroniky velitel vojsk krále Václava II., jehož bratr Tobiáš byl pražským biskupem.
Jako Dobeška je nesprávně označován též kopec s vrcholem o nadmořské výšce 263 m, jehož skalnaté srázy v bývalých lomech i se zalesněnými svahy jsou chráněny jako přírodní památka Branické skály. Tento hřeben, táhnoucí se po celé délce současné ulice Zelený pruh s vrcholem v místech dnešní Akademie řemesel, se historicky nazývá Psár a byl druhým vrcholem někdejších Kavčích hor. Les Dobeška na původně holé Branické skále byl založen roku 1917. Autorem dva metry vysoké dřevěné vyhlídkové tribuny je architekt a herec David Vávra.
V blízkém okolí byly v roce 1955 zbudovány dvě autobusové zastávky (Dobeška a U Dobešky) v obou směrech na trase linky 124 z Podolí-Dvorců do Nuslí-Kloboučnické. V období 1995 - 2005 ve stanici U Dobešky-Zelený Pruh dokonce také končila linka 205 jedoucí až do Modřan (Na Beránek). Od roku 2014 tam zastavují autobusy "okružní" linky 134, jedoucí z Dvorců k Podolské vodárně.

## Místní zařízení
- Divadlo Dobeška – stálá scéna Divadla Sklep
- Dobeška (studio) – místní kulturní studio
- Kino Dobeška – místní kino
- volejbalový klub Dobeška